# Halicyclops electus
Halicyclops electus – gatunek widłonoga z rodziny Halicyclopidae. Opisał go w 1943 roku szwedzki zoolog Knut Lindberg.